# 翟角
翟角（?—?），又作翟员，戰國时代魏国将领。
翟璜推荐他辅佐魏文侯。魏文侯想要攻打中山国，他替魏文侯谋划，在魏文侯四十年（前406年）攻灭中山国。次年，三晋和齐国爆发战争。翟角率领魏军，赵国孔青率领赵军，韩国𠫑羌率领韩军，在廪丘击败齐军。